# 공상허언증
공상허언증 (空想虛言症, 영어: pathological lying, pseudologia fantastica, mythomania)은 자신이 만들어 놓은 거짓말을 그대로 사실로 믿는 정신적 증후군을 뜻한다. 이 증상은 1891년 의료 문헌에서 안톤 델브뤼크 (Anton Delbrueck)에 의해 처음으로 설명되었다.
크게는 정상인이라도 의식적으로 거짓말을 반복하는 것을 허언증이라고 세간에서는 부른다. 하지만 뮌하우젠 증후군처럼 공상 허언증이란 정신 질환으로서, 정상인이나 사기꾼이 금전적 목적을 위하여 단순히 허풍이나 과장이 심한 경우와 달리 공상 허언증 환자는 자신이 왜곡한 사실을 스스로 진실이라고 믿는다. 따라서 거짓말을 실제로 믿게 되어 죄책감을 느끼지 못 한다. 이는 단순히 거짓말을 반복하는 사기꾼의 경우와 병적 환자로 나누는 근거가 된다.
병적 허언과 회상착오(실제로 체험하지 않은 것을 사실로 단정)가 병행되는 것이 공상허언증에 결부된 것을 뮌하우젠 증후군 등으로 부르고 있다.

## 리플리 증후군
공상허언증과 유사한 가상의 증상으로는 소설 속 인물에서 유래한 리플리 증후군이 있다. 리플리 증후군은 자신의 현실을 부정하면서 자신이 만든 허구를 진실이라고 믿고 거짓말과 행동을 반복하는 가상의 반사회적 인격장애를 뜻한다.

## 특징
- 자신의 세계가 완벽하다.
- 이상이 높고 욕망이 강하다.
- 자신의 거짓말이 들키면 화를 낸다.
- 거짓말에 대한 죄책감이 없다.
- 평소에도 붕 떠 있는 듯한 느낌이 든다. 말의 앞뒤가 맞지 않는다.
- 자신의 말에 토를 달면 화를 낸다.

## 대표 사건
- 신정아[1][2]

## 같이 보기
- 뮌하우젠 증후군
- 관심병
- 리플리 증후군 (Ripley syndrome)

## 참고 문헌
- 우리 아이 거짓말, 미래의 ‘공상허언증’? 레이디경향 생활/문화 2010.07.12 (월) 오후 4:53)